# Saint Matthieu et l'Ange (Reni)
Pour les articles homonymes, voir Saint Matthieu et l'Ange (homonymie).
Saint Matthieu et l'Ange est un tableau de Guido Reni, peint aux alentours de 1635. Il est exposé au musée du Vatican, à Rome.

## Description
La scène représente l'apôtre Matthieu qui regarde et écoute attentivement un ange : celui-ci lui dicte le texte de l'Évangile, que Matthieu transcrit à la plume.

## Historique
Installé de très longue date dans l'église Santa Maria della Concezione dei Cappuccini à Rome, attribué à Lucio Massari depuis 1955, le tableau est finalement redonné à Guido Reni en 2010 grâce à la découverte d'un document d'identification attaché au dos de la toile, daté de 1642.